# John Blewett
John Paul Blewett (* 12. April 1910 in Toronto; † 7. April 2000 in Chapel Hill, North Carolina)  war ein kanadischer Physiker, der sich mit Teilchenbeschleunigern beschäftigte.

## Leben
Blewett studierte Mathematik und Physik an der Universität Toronto (Masterabschluss in Physik 1933) und wurde 1936 an der Princeton University promoviert. Als Post-Doc war er ein Jahr in Cambridge am Cavendish-Laboratorium bei Ernest Rutherford und Mark Oliphant. 1937 bis 1946 war er in den Forschungslaboratorien von General Electric in Schenectady (New York). Am Betatron von General Electric beobachtete er 1947 den Energieverlust (der zum Schrumpfen der Elektronenbahnen führte) aufgrund von Strahlungsverlusten auf Kreisbahnen  und damit die Synchrotronstrahlung, allerdings nicht direkt. Berechnet und vorhergesagt hatte er dies schon 1945, wobei er von einer diesbezüglichen russischen Arbeit von Dmitri Iwanenko und Isaak Pomerantschuk angeregt wurde. 1947 baute er am Brookhaven National Laboratory das Cosmotron mit auf, wobei er für den Entwurf der Magnete und der Hochfrequenztechnik zuständig war. Nach dessen Inbetriebnahme 1952 beriet er auch die CERN-Physiker, die ein Protonensynchrotron mit starker Fokussierung planten, und reiste zu diesem Zweck nach Bergen zu Odd Dahl. Ab 1954 war er wieder am BNL, wo er mit Ken Green das AG Synchrotron aufbaute. Er wurde auch 1969 dessen Nachfolger als Leiter der Beschleunigerentwicklung am BNL und war dann führend in der ISABELLE-Entwicklung beteiligt, einem Collider (der Name stammt von Blewett, ISA für Intersecting Storage Accelerator mit dem französischen Wort Belle für schön), der allerdings 1984 eingestellt wurde. 1978 ging er am BNL in den Ruhestand und beschäftigte sich danach verstärkt mit Synchrotronstrahlungsquellen. Er arbeitete noch an der Projektierung der National Synchrotron Light Source am BNL, die in den 1980er Jahren in Betrieb ging. Außerdem beriet er bei einer Synchrotronstrahlungsquelle in Taiwan. Er starb an Bauchspeicheldrüsenentzündung.
Er schrieb mit M. Stanley Livingston eine lange sehr verbreitetes Lehrbuch über Teilchenbeschleuniger.
1993 erhielt er den Robert R. Wilson Prize. Er war Fellow der American Physical Society und der American Association for the Advancement of Science.
Er war 1970 der Gründer der Zeitschrift Particle Accelerators. Seine erste Frau Hildred Blewett war ebenfalls Physikerin, die an Beschleunigern arbeitete. Seine zweite Frau Joan war stellvertretende Direktorin des History Center des American Institute of Physics.